# Friesenheim (Bas-Rhin)
Friesenheim ist eine französische Gemeinde mit 614 Einwohnern (Stand 1. Januar 2021) im Département Bas-Rhin in der Region Grand Est (bis 2015 Elsass). Auf der westlichen Seite, an der Grenze zu Witternheim, liegt der Ortsteil Neunkirch. Friesenheim wird vom Rhein-Rhône-Kanal passiert.

## Geschichte
Weil es auf der anderen Seite des Rheins auch ein badisches Friesenheim und dazu den gleichnamigen Stadtteil Ludwigshafens gibt, werden manche frühmittelalterliche Urkunden diesen Siedlungen  zugeordnet. Die Historiker stimmen aber darin überein, dass das 777 im Besitz des Klosters St. Denis bei Paris genannte Friesenheim hierher ins Elsass gehört (Tangl, M., Das Testament des Abtes Fulrad …, Regesten A+B). Auch hatte 803 das Kloster Fulda hier Besitz (CDF 179). In einer undatierten Urkunde schenkt König und Kaiser Heinrich II. zwischen 1002 und 1024 dem Kloster Schuttern Friesenheim und Plobsheim im Elsass (Regesta Imperii II,4,1882). 1290 stimmt der Erzbischof von Mainz der Inkorporation der Pfarrei Friesenheim (Diözese Straßburg!) in das badische Kloster Schuttern zu (RIplus Regg. EB Mainz, 185). 
Von 1871 bis zum Ende des Ersten Weltkrieges gehörte Friesenheim als Teil des Reichslandes Elsaß-Lothringen zum Deutschen Reich und war dem Kreis Erstein im Bezirk Unterelsaß zugeordnet.

## Bevölkerungsentwicklung
| Jahr      | 1910 | 1962 | 1968 | 1975 | 1982 | 1990 | 1999 | 2007 | 2019 |
| Einwohner | 751  | 455  | 459  | 444  | 476  | 507  | 494  | 658  | 618  |

## Kirchen und Kapellen
- Kirche Saint-Nicolas, erbaut um 1737
- Wallfahrtskirche Notre-Dame in Neunkirch, erbaut um 1752
- Kapelle Sainte-Anne in Neunkirch, erbaut um 1891
- Kapelle Saints Auxiliateurs, erbaut um 1879
- Kapelle in Zelsheim

|  |  |  |